# Zdzisław Antolski
Zdzisław Antolski (ur. 16 stycznia 1953 w Skalbmierzu, zm. 4 grudnia 2023) – polski poeta.

## Życiorys
Ukończył Wyższą Szkołę Pedagogiczną w Kielcach. W 1971 uzyskał maturę w I Liceum Ogólnokształcącym im. Stefana Żeromskiego w Kielcach. Pierwsze wiersze publikował w szkolnej gazecie „Młodzi Idą” (1972), a następnie w almanachu wierszy „Bazar poetycki” (1974). Otrzymał wiele nagród w konkursach poetyckich, m, in. „O Nagrodę Jesiennej Chryzantemy” (Płock 1978). „O Świętokrzyską Lirę Poezji” (Kielce 1979, 1982), „O Laur Liścia Akantu” (Olsztyn 1981), na XIV Ogólnopolskim Festiwalu Poezji (Łódź 1985). Jest także laureatem miesięcznika „Przemiany” (Kielce 1974), nagrody w dziedzinie poezji im. Andrzeja Bursy (Kraków 1986) oraz nagrody z Funduszu Nauki i Kultury im. Staszica (Kielce 1986). Poeta projektu „Sfotografuj wiersz – Zwierszuj fotografię”.
W 2016 Zdzisław Antolski świętował 45-lecie pracy twórczej. Jubileusz odbył się w Wojewódzkiej Bibliotece Publicznej w Kielcach, na który przybyły tłumy przyjaciół, miłośników twórczości i podziwiający talent kolegi twórcy. Podczas uroczystości odbyła się też promocja najnowszego tomiku poety zatytułowanego – „Ojczyzna papierowych żołnierzyków”.
Dokonując obszernej analizy twórczości poety, w swojej książce krytycznej pt. Walka demona z aniołem. Droga twórcza Zdzisława Antolskiego, Zofia Korzeńska opisała proces powstawania wierszy autora, jak i treści tematyczne, motywy (obraz) domu, historiozoficzne podejście do rzeczywistości, autobiograficzny opis regionu i wiele innych spostrzeżeń, wymykających się zwykłemu czytelnikowi z „furtki wyobraźni”, a jakże ważne są one dla posagu i stylu autora, czerpiącego tak wiele z dorobku kulturowego naszych i przedwspółczesznych czasów.
W 2017 Zdzisław Antolski znalazł się w gronie laureatów i otrzymał Nagrodę Miasta Kielce. Finalistów wybierali prezydent Kielc i radni reprezentujący wszystkie ugrupowania zasiadające w Radzie Miasta. Nagroda ta jest przyznawana od 1995 osobom, które przyczyniły się swoją pracą, postawą i działalnością do rozwoju i promocji Kielc.

## Odznaczenia
W 2001 został odznaczony Brązowym Krzyżem Zasługi. W 2005 otrzymał Brązowy Medal „Zasłużony Kulturze Gloria Artis”.

## Życie prywatne
Syn Tadeusza i Władysławy z domu Bezak. W 1988 wziął ślub z Marią Linowską (ur. 1957). Ma syna, Adama (ur. 1989), który jako twórca internetowy znany jest ze swojej działalności na kanale UncleMroowa.

## Twórczość
Poezja:
- Samosąd, Warszawa 1978;
- Sam w tłumie, Łódź 1980;
- Do snu przebieram się za sobowtóra, Łódź 1981;
- Okolica Józefa, Łódź 1985;
- Sejsmograf, Kielce 1990;
- Józefy, Kielce 1993;
- Walka Stulecia, Kielce 1993;
- W sadzie sen, Kielce 1998;
- Okolica Józefa i inne wiersze, Kielce 2000;
- Nidy Skamander, Kielce 2007;
- Sad utracony, Kielce 2010;
- Ojczyzna papierowych żołnierzyków, Warszawa 2016;
- Dzidziuś[15], Kielce 2017;
- Kapsuła czasu[16], Warszawa 2021.

Opowiadania:
- Moje Ponidzie: historia intymna, Kielce 1994;
- Ściąga z miłości. Zapiski z okresu dojrzewania, Kielce 1995;
- Karta choroby, Warszawa-Kielce 1999;
- Zdrada, Starachowice 2001;
- Maszyna metafizyczna, Kielce 2012;
- Furtka w czasie, Kielce 2013;
- Ostatni podryw, Kielce 2020.

Wspomnienia:
- Moje Kielce literackie[19], Kielce 2016;
- Latarnia umarłych na Ponidziu, Kielce 2020 (wyd. książkowe 2022).

Aforyzmy i sentencje:
- Fejsbyczki, czyli posty i aforyzmy, Kielce 2018 (wyd. 2019).